# RIM-161 Standard Missile 3
1. Preusmjeri Nacrt:RIM-161 Standard Missile 3